# Sandy Bull
Alexander Bull, detto Sandy (New York, 25 febbraio 1941 – Nashville, 11 aprile 2001), è stato un musicista statunitense, attivo dalla fine degli anni '50 sino alla sua morte.

## Discografia
- Fantasias For Guitar and Banjo (Vanguard, 1963)
- Inventions (Vanguard, 1965)
- E Pluribus Unum (Vanguard, 1969)
- Demolition Derby (Vanguard, 1972)
- Re-Inventions: Best of the Vanguard Years (antologia - Vanguard, 1999)
- Jukebox School of Music (ROM, 1988)
- Vehicles (Timeless, 1991)
- Steel Tears (Timeless, 1996)
- Still Valentine's Day 1969: Live At The Matrix, San Francisco (live 1969 - Water, 2006)